# شهرستان دیموفو
شهرستان دیموفو (به بلغاری: Dimovo Municipality) یک شهرستان در بلغارستان است که در استان ویدین واقع شده‌است. شهرستان دیموفو ۴۰۲٫۸۷ کیلومتر مربع مساحت و ۷٬۱۷۵ نفر جمعیت دارد.